# Vecumnieki
Vecumnieki – wieś w novadsie Bauska, na Łotwie, zamieszkana przez 2103 ludzi. W latach 2009–2021 stolica novadsu Vecumnieki.
Znajduje się tu stacja kolejowa Vecumnieki, położona na linii Jełgawa - Krustpils.